# Clan Gordon
Gordon ist der Name eines schottischen Clans in Moray.
Ein Mitglied dieser Familie, John Gordon aus der Familienlinie der Gordons of Coldwell, wanderte im Jahr 1716 nach Polen aus und begründete das preußisch-deutsche Adelsgeschlecht von Gordon (siehe Gordon (Adelsgeschlecht)).

## Geschichte
Der erste bekannte de Gordun war ein Richard († um 1200), Lord of the Barony of Gordon in the Merse in der Region Berwickshire, vier Meilen westlich von Greenlaw. Er soll dem Clan Swinton entstammen, einem der ältesten Geschlechter Britanniens, das sich auf Uhtred, einen 1006–1016 erwähnten Earl of Northumbria zurückführt, über dessen Sohn Gospatric und wiederum über dessen Sohn (oder Enkel) Eadulf Rus. Die Gordons führen die drei Eberköpfe der Swintons im Wappen.
Der Name Gordon soll vom gälischen Gor Dun herrühren, was große Burg bedeutet. Die Gordons hielten die gleichnamige Lairdship in den Scottish Borders über 200 Jahre lang und sollen eine Burg in dem Weiler Huntly nördlich der Ortschaft Gordon errichtet haben. Der Großteil der Ländereien kam 1408 durch Elizabeth Gordon an ihren Ehemann Alexander Seton; ihr Nachfahre James Seton errichtete 1581 im westlichen Nachbardorf Greenknowe ein Turmhaus, das als Ruine noch existiert. Bis ins 18. Jahrhundert waren jedoch Teile der Ländereien auch im Besitz von Angehörigen des Clans Gordon.
Sir Adam Gordon unterstützte Robert the Bruce in der Schlacht bei Inverurie gegen den Clan Comyn des Jahres 1308. Hierfür erhielt er die Ländereien des John Comyn.

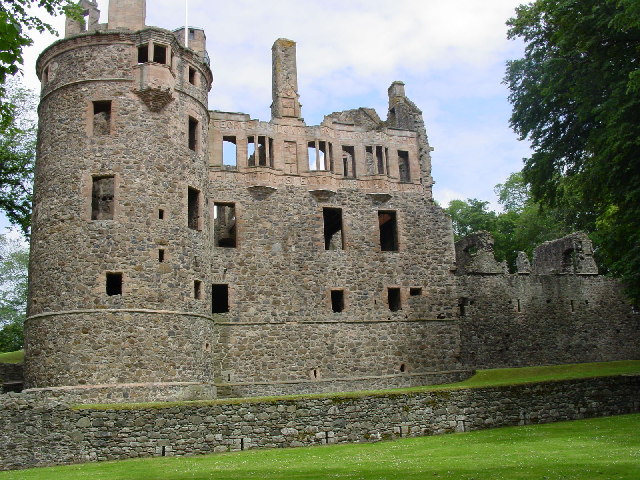
Huntly Castle

Um 1445 wurde Sir Alexander Gordon zum Earl of Huntly erhoben. Für seine Dienste für König James II. erhielt er weitere Ländereien, Titel und Ämter, u. a. das des Sheriffs von Aberdeen. Der zweite Earl errichtete sich in den 1470er Jahren Gordon Castle in der Grafschaft Moray. 1599 erhielten die Gordons die Würde eines Marquess of Huntly, 1684 die eines Duke of Gordon zuerkannt. 1794 hob der damalige Chief des Clans das 92. Regiment, die Gordon Highlanders aus. Die Hauptlinie der Familie erlosch 1836 mit George Gordon, 5. Duke of Gordon. Heutiger Chief des Clans ist Granville Gordon, 13. Marquess of Huntly.
Zu den 157 Ästen der Familie gehören unter anderem die Lochinvar-Linie zu Kenmure Castle (Viscounts of Kenmure von 1633 bis zum Erlöschen 1847), die Earlston-Linie, sowie die Earls of Aberdeen, die von Sir Adam Gordon abstammen, der 1402 in der Schlacht von Homildon getötet wurde.
Das Clanmotto lautet An Gordonach, die Clanpflanze ist der Efeu. Abzeichen: Ein Hirschkopf, Front.
Clansitze sind das Huntly Castle (Moray) und – seit 1449 – das Aboyne Castle (Aberdeenshire). Seit 1481 ist auch der Grundbesitz von Abergeldie Castle (erbaut 1550) im Familienbesitz eines Zweiges der Gordons of Huntly. Sitz der Earls of Aberdeen ist das 1469 erworbene Gut Haddo in der Grafschaft Aberdeenshire.

## Adelstitel
Mitglieder des Clans führten bzw. führen folgende britische Adelstitel:
Peerage of Scotland
- Earl of Huntly (um 1445)
- Marquess of Huntly, Earl of Enzie, Lord Gordon of Badenoch (1599)
- Viscount of Melgum, Lord Aboyne (1630)
- Viscount of Kenmure, Lord Lochinvar (1633)
- Duke of Gordon, Viscount of Inverness, Lord Badenoch, Lochaber, Strathavon, Balmore, Auchindoun, Garthie and Kincardine (1649)
- Earl of Aboyne, Lord Gordon of Strathaven and Glenlivet (1660)
- Earl of Aberdeen, Viscount of Formartine, Lord Haddo, Methlic, Tarves and Kellie (1682)

Peerage of England
- Baron Mordaunt (1529)

Peerage of Great Britain
- Earl of Norwich, Baron Gordon of Huntley (1784)

Peerage of the United Kingdom
- Marquess of Aberdeen and Temair, Earl of Haddo (1916)
- Viscount Gordon (1814)
- Baron Meldrum (1815)
- Baron Gordon of Drumearn (Life Peerage, 1876)
- Baron Gordon of Strathblane (Life Peerage, 1997)

Baronetage of Nova Scotia
- Gordon Baronet, of Letterfourie (1625)
- Gordon Baronet, of Cluny (1625)
- Gordon Baronet, of Lesmore (1625)
- Gordon Baronet, of Lochinvar (1626)
- Gordon Baronet, of Embo (1631)
- Gordon Baronet, of Haddo (1642)
- Gordon Baronet, of Park (1686)
- Gordon-Cumming-Dunbar Baronet, of Northfield (1700)
- Gordon Baronet, of Dalpholly (1704)
- Gordon Baronet, of Afton and Earlston (1706)

Baronetage of Great Britain
- Gordon Baronet, of Newark-upon-Trent (1764)

Baronetage of United Kingdom
- Gordon-Cumming Baronet, of Altyre (1804)
- Duff-Gordon Baronet, of Halkin (1813)
- Gordon Baronet, of Northcourt (1818)
- Smith-Gordon Baronet, of Jamaica (1838)

## Bilder

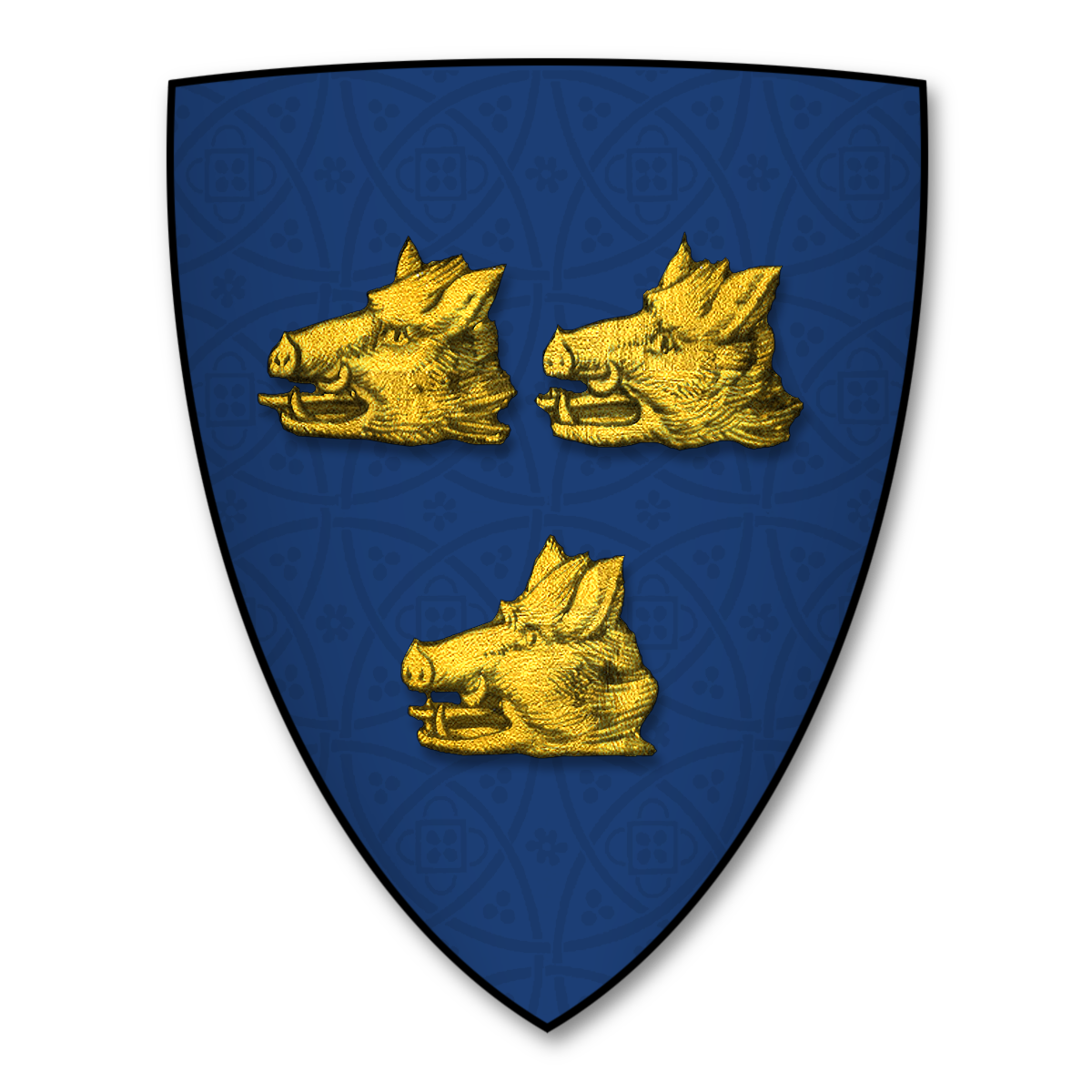
Ursprüngliches Stammwappen der Familie Gordon
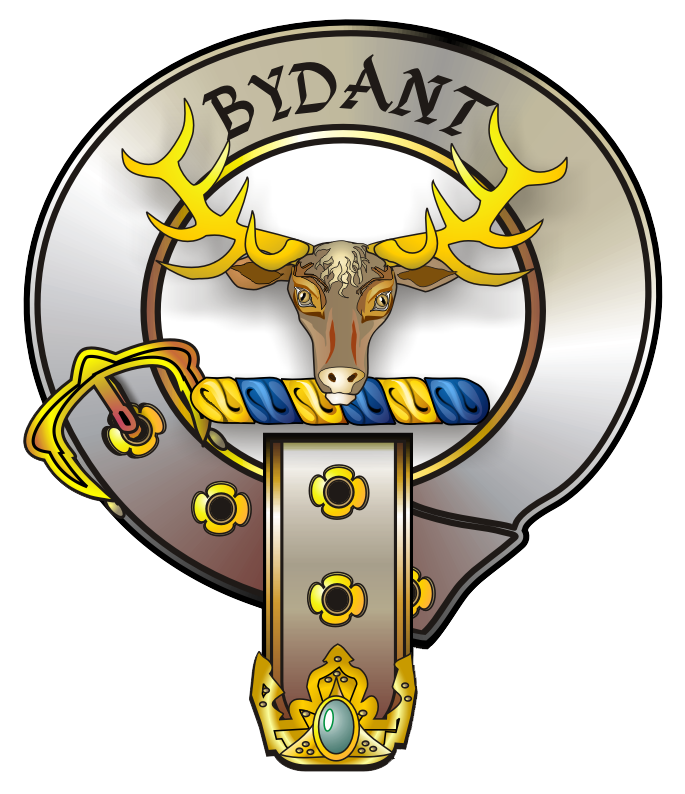
Abzeichen der Familie Gordon (bunt)
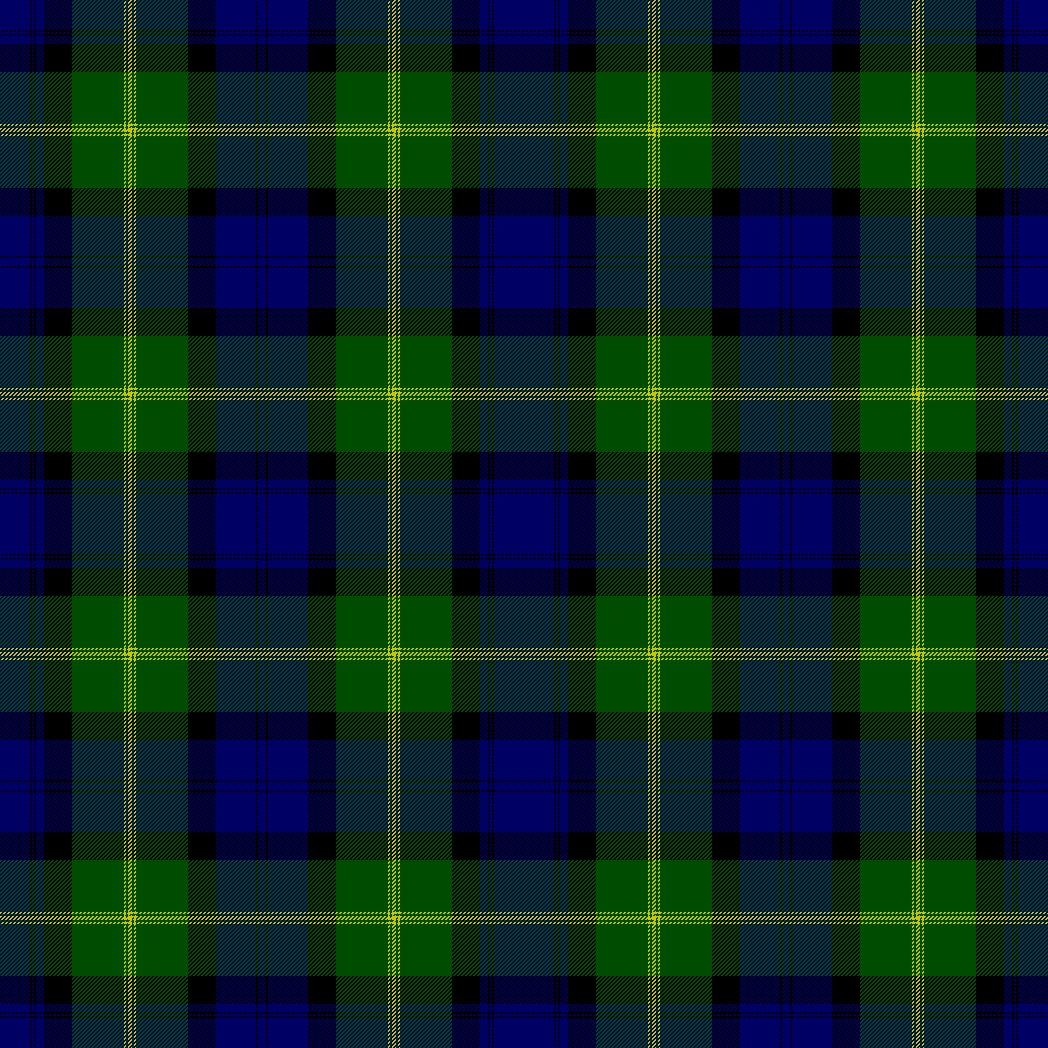
Tartan der Familie Gordon (aus dem Vestiarium Scoticum)
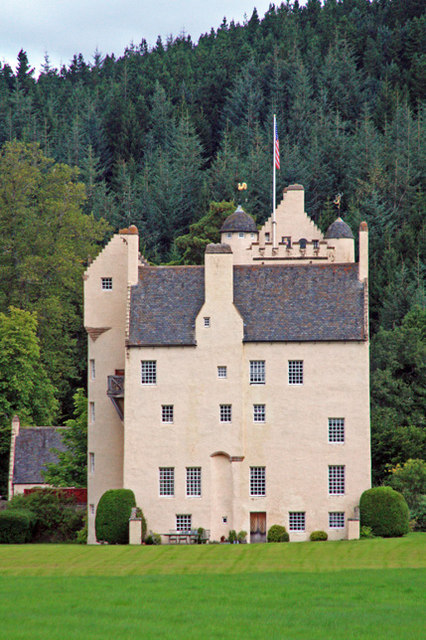
Aboyne Castle
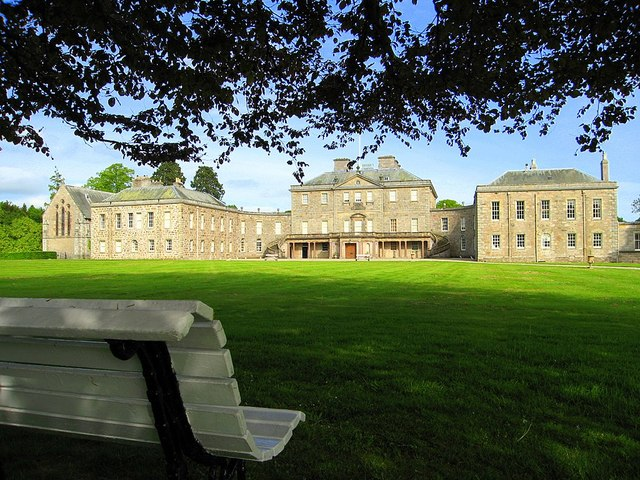
Haddo House
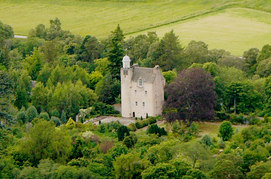
Abergeldie Castle